# I Bet My Life
I Bet My Life è un singolo del gruppo musicale statunitense Imagine Dragons, il primo estratto dal loro secondo album in studio Smoke and Mirrors, pubblicato il 27 ottobre 2014.

## Descrizione
Il brano si differenzia leggermente dai loro precedenti singoli, con un ridotto uso dell'elettronica e una vena più folk. Riguardo al singolo, il cantante Dan Reynolds ha commentato: 

## Video musicale
Il video musicale, pubblicato il 12 dicembre 2014, è stato diretto da Jodeb e vede come protagonista l'attore Dane DeHaan e Alex Neustaedter.

## Tracce
Download digitale
1. I Bet My Life – 3:12

Download digitale (Remix)
1. I Bet My Life (Riot Games Remix) – 3:30

EP digitale (Remixes)
1. I Bet My Life (Alex Adair Remix) – 3:10
2. I Bet My Life (Bastille Remix) – 3:56
3. I Bet My Life (Lost Kings Remix) – 3:58
4. I Bet My Life (Imagine Dragons Remix) – 4:58

## Classifiche
| Classifica (2014)                | Posizione massima |
| -------------------------------- | ----------------- |
| Australia                        | 36                |
| Canada                           | 15                |
| Canada (digital)                 | 4                 |
| Francia                          | 42                |
| Irlanda                          | 40                |
| Italia                           | 54                |
| Italia (airplay)                 | 18                |
| Nuova Zelanda                    | 28                |
| Paesi Bassi                      | 27                |
| Portogallo                       | 48                |
| Spagna                           | 30                |
| Classifica (2015)                | Posizione massima |
| Austria                          | 74                |
| Germania                         | 65                |
| Regno Unito                      | 27                |
| Stati Uniti                      | 28                |
| Stati Uniti (digital)            | 7                 |
| Stati Uniti (adult contemporary) | 30                |
| Stati Uniti (adult alternative)  | 1                 |
| Stati Uniti (adult top 40)       | 13                |
| Stati Uniti (alternative)        | 3                 |
| Stati Uniti (pop)                | 29                |
| Stati Uniti (rock)               | 3                 |
| Stati Uniti (rock airplay)       | 3                 |
| Stati Uniti (rock digital)       | 2                 |

| Classifica di fine anno (2014) | Posizione |
| ------------------------------ | --------- |
| Stati Uniti (rock)             | 87        |